# D/S Nordcap
D/S Nordcap var ett norskt ångfartyg, som gick i linjetrafik på Vestlandet mellan Trondheim, Bergen och Kristiansand. Fartyget var ursprungligen beställt för den norska marinen, men överläts till Norges postverk. 
D/S Nordcap byggdes på Karljohansverns værft i Horten på beställning av den norska marinen. Den 5 augusti 1840 seglade fartyget till London för att få en ångmaskin installerad, vilket blev klart i november 1840. Våren 1841 tog Postverket över fartyget. 
Åren 1827–1829 hade D/S Oscar gått i linjetrafik Bergen–Kristiansand, men därefter var det ingen linjetrafik på Vestlandet fram till dess D/S Nordcap sattes i trafik av Postverket 1841. Tre år tidigare hade D/S Prinds Gustav börjat segla på Nordlandsrutten från Trondheim till Tromsø och Hammerfest, så för första gången blev det 1841 en sammanhängande båttrafik längs hela kusten från Kristiania till Finnmark. 
År 1847 togs Nordcap ur Vestlandsrutten och sattes in på en ny rutt Kristiania-Fredrikshavn–Nyborg-Kiel. 
Nordcap var i tjänst för Postverket fram till april 1870. Hon såldes därefter på auktion och köptes av I.H. Christiansen i Tønsberg, som riggade om henne till ett barkskepp. År 1877 förliste Nordcap under lastning av mahogny i Mexiko, då fartyget drev i land under en storm.